# Clemens Fischer (Unternehmer)
Clemens Fischer (* 28. Mai 1975) ist ein deutscher Unternehmer und Gründer von Futrue, einer weltweit tätigen Healthcare-Gruppe mit über 20 Unternehmen.

## Ausbildung und Karriere
Clemens Fischer hält einen Abschluss und eine Promotion in Medizin, einen Masterabschluss in Betriebswirtschaft und einen MBA der Harvard Business School. Er gründete Futrue, einen international tätigen Pharma- und Investmentkonzern mit mehr als 20 Tochterunternehmen in Europa und Nordamerika. Die Geschäftsbereiche von Futrue fokussieren sich u. a. auf die Bereiche Bakterien, Schmerztherapien, Arzneimittel, medizinisches Cannabis und E-Health. Mehrere Futrue-Unternehmen gehören zu den am schnellsten wachsenden Healthcare-Unternehmen in Europa.
Fischer hat bereits verschiedene Unternehmen/Produkte nach erfolgreicher Marktpositionierung verkauft, darunter den Mahlzeitenersatz Yokebe für einen dreistelligen Millionenbetrag; unter den Käufern sind Pharmaunternehmen wie Novartis, Dermapharm und Perrigo. Im Juni 2020 gelang Fischer mit seinem Tochterunternehmen PharmaSGP der Gang an die Börse.
Vor dem Aufbau von Futrue war Fischer unter anderem für Novartis tätig, wo er als Mitglied der deutschen Geschäftsleitung die Abteilungen Strategie sowie Herz-Kreislauf verantwortete.

## Unternehmen
Mit Vertanical verfolgt Fischer die Vision einer Welt ohne chronische Schmerzen. Mit der Entwicklung des Cannabinoid-basierten Arzneimittels VER-01 erreichte er einen ersten bedeutenden Meilenstein. Zwei Phase-III-Studien zeigen eine signifikante Wirksamkeit von VER-01 bei chronischen Rückenschmerzen, der häufigsten Ursache für chronische Schmerzen. Im Gegensatz zu Opioiden zeigte VER-01 kein Risiko für die Erzeugung einer Abhängigkeit4. Mit VER-01 will Fischer nebenwirkungsreiche Opioide weltweit ersetzen und einen entscheidenden Beitrag zur Lösung der Opioidkrise leisten. Der Antrag auf Zulassung für Ver-01 wurde im Juli 2024 eingereicht.
Mit Synformulas treibt Fischer die Entwicklung fortschrittlicher, wissenschaftlich validierter Therapien auf Grundlage probiotischer Bakterien voran. Fischer entwickelte bereits 2011 die erste probiotische Therapie zur Behandlung des Reizdarm-Syndroms. Das Medizinprodukt, unter dem Namen Kijimea Reizdarm Pro bekannt, ist heute das am häufigsten verwendete Medizinprodukt bei Reizdarm. Mittlerweile umfasst das Portfolio von Synformulas mehr als 20 verschiedene probiotische Produkte.
Das börsennotierte Unternehmen PharmaSGP gründete Fischer bereits 2009. PharmaSGP, dessen Aufsichstrat-Vorsitzender und Mehrheitsaktionär er bis heute ist, gehört zu den führenden OTC-Unternehmen in Europa und entwickelt und vermarktet hauptsächlich nicht verschreibungspflichte Arzneimittel; darunter bekannte Marken wie Formigran®, Spalt®, Baldriparan®, Restaxil® und Rubaxx®.
Mit dem klinischen Forschungs- und Entwicklungsdienstleister Futrue Research&Science führt Fischer bereits heute klinische Studien signifikant schneller und zu einem Bruchteil der Kosten von Big Pharma bzw. Biotech durch. Mit Futrue Research&Science verfolgt Fischer die Vision die Wartezeit auf innovative Therapien zu halbieren.
Mit der internationalen Pharma-Mediaagentur EMCM, die über ein jährliches Bruttomediavolumen von über 400 Mio. Euro (2025E) verfügt, entwickelte Fischer eine der führenden Direct-to-Patient-Agenturen. Seine Vision ist es die Kommunikation mit Fachgruppen und Patienten grundlegend zu transformieren.

## Vermögen
Fischer gehört laut dem Wirtschaftsmagazin Bilanz zu den 500 reichsten Personen in Deutschland. Im Manager Magazin wird sein Vermögen im Dezember 2019 auf 850 Millionen Euro beziffert.

## Auszeichnungen
Clemens Fischer wurde im Jahr 2007 mit dem Award „CEO of the Future“ ausgezeichnet, der von McKinsey und dem Manager Magazin jährlich vergeben wird.